# Indraneil Sengupta
Indraneil Sengupta (bengali : ইন্দ্রনীল সেনগুপ্ত, hindi : इंद्रनील सेनगुप्ता) né le 8 septembre 1974, est un acteur kényan de cinéma et de télévision, également modèle d'origine indienne.

## Biographie
Sengupta a été élevé et éduqué à Guwahati, Assam, au Inde.[réf. nécessaire] En 2000, il a déménagé à Bombay pour poursuivre une carrière dans le mannequinat.[réf. nécessaire] Le 1er mars 2008, il épouse Barkha Bisht Sengupta (en) qui était co-star dans Doli Saja Ke et Pyaar ke font naam ... Ek Radha Ek Shyaam. Sa fille est née en 2011. Ils ont divorcé en 2022.

## Filmographie

### Films
| Année | Titre                                 | Langue   | Rôle                     | Acteurs | Pays       |
| ----- | ------------------------------------- | -------- | ------------------------ | --- | ---------- |
| 2004  | Shukriya: Till Death Do Us Apart (en) | Hindi    | Yash                     | Anupam Kher, Aftab Shivdasani (en), Shriya Saran | Inde       |
| 2007  | Mumbai Salsa (en)                     | Hindi    | Karan Kapoor             | Vir Das (en), Linda Arsenio (en), Manjari Phadnis (en), Amruta Khanvilkar (en) | Inde       |
| 2008  | 1920                                  | Hindi    | Mohan Kant               | Rajneesh Duggal, Adah Sharma, Anjori Alagh (en), Raj Zutshi (en) | Inde       |
| 2009  | Angshumaner Chhobi (en)               | Bengali  | Angshuman                | Soumitra Chatterjee, Indrani Halder (en), Tota Roy Chowdhury (en), Ananya Chatterjee (en), Sabyasachi Chakrabarty (en), Rudranil Ghosh (en), Anjana Basu (en)                                         | Inde       |
| 2009  | Janala                                | Bengali  | Angshuman                | Shankar Chakraborty (en), Swastika Mukherjee (en), Tapas Paul (en) | Inde       |
| 2010  | Autograph (en)                        | Bengali  | Shubhobroto Mitra        | Prosenjit Chatterjee (en), Nandana Sen | Inde       |
| 2010  | Jodi Ekdin                            | Bengali  |                          | Saheb Chatterjee (en), Biplab Dasgupta (en), Priyanka Sarkar (en) | Inde       |
| 2011  | Bedini                                | Bengali  | Keshta                   | Rituparna Sengupta | Inde       |
| 2011  | Uro Chithi                            | Bengali  |                          | Sreelekha Mitra (en), Bishwanath Basu, Tanushree Chakraborty (en), Rudranil Ghosh (en), Sudipta Chakraborty (en), Locket Chatterjee (en), Reshmi Ghosh (en), Saswata Chatterjee (en), Anjan Dutt (en) | Inde       |
| 2011  | Arekti Premer Golpo (en)              | Bengali  | Basu                     | Rituparno Ghosh, Jisshu Sengupta (en), Churni Ganguly (en), Raima Sen (en) | Inde       |
| 2012  | System                                | Bengali  | Eklavya                  | Sabyasachi Chakrabarty (en), Subhra Kundu | Inde       |
| 2012  | Aparajita Tumi (en)                   | Bengali  | Yusuf                    | Prosenjit Chatterjee (en), Padmapriya Janakiraman, Kamalinee Mukherjee, Chandan Roy Sanyal (en), Tanusree Shankar (en)                                                                                | Inde       |
| 2012  | Kahaani                               | Hindi    | Arnav Bagchi/Milan Damji | Vidya Balan, Parambrata Chatterjee (en), Nawazuddin Siddiqui, Dhritiman Chatterjee (en), Saswata Chatterjee (en), Darshan Jariwala (en), Abir Chatterjee (en)                                         | Inde       |
| 2012  | Chorabali (en)                        | Bengali  | Sumon                    | Shahiduzzaman Selim, Joya Ahsan (en), ATM Shamsuzzaman (en), Jannatul Ferdoush Peya (en) | Bangladesh |
| 2012  | Dashami                               | Bengali  |                          | Koel Mallick (en), Locket Chatterjee (en) | Inde       |
| 2013  | Goyenda Gogol (en)                    | Bengali  | Ashok Thakur             | Ahijit Ghosh, Debdut Ghosh, Saheb Chatterjee (en), Rachana Banerjee (en) | Inde       |
| 2013  | Mishor Rohoshyo (en)                  | Bengali  | Hani Alkadi              | Prosenjit Chatterjee (en) | Inde       |
| 2013  | Satyagraha (en)                       | Hindi    | Akhilesh                 | Amitabh Bachchan, Ajay Devgan, Arjun Rampal | Inde       |
| 2013  | Satyanweshi (en)                      | Bengali  | Himangshu                | Sujoy Ghosh, Arpita Pal (en), Anindya Chatterjee (en) | Inde       |
| 2013  | c/o Sir (en)                          | Bengali  | Ranabir                  | Raima Sen (en), Saswata Chatterjee (en), Kaushik Ganguly (en) | Inde       |
| 2014  | Teen Patti                            | Bengali  | Arya                     | Pooja Bose (en) | Inde       |
| 2014  | Obhishopto Nighty (en)                | Bengali  |                          | Paoli Dam (en), Parambrata Chatterjee (en), Tanusree Chakraborty (en), Jisshu Sengupta (en) | Inde       |
| 2014  | Arundhati (en)                        | Bengali  | Rudra                    | Rahul Banerjee (en), Koel Mallick (en) | Inde       |
| 2014  | Jilmil Jonak (en)                     | Assamese | Cameo                    | Jatin Bora (en), Nishita Gowsami | Inde       |
| 2014  | Samrat & Co. (en)                     | Hindi    | Vijay Singh              | Shreya Narayan (en), Rajeev Khandelwal (en), Madalsa Sharma (en), Priyanshu Chatterjee (en)], Puja Gupta, Barkha Bisht (en)                                                                           | Inde       |
| 2014  | Gogoler Kirti (en)                    | Bengali  | Ashok Thakur             | Ahijit Ghosh, Saheb Chatterjee (en), Locket Chatterjee (en) | Inde       |
| 2015  | Shajarur Kanta                        | Bengali  |                          | Dhritiman Chatterjee (en), Konkona Sen Sharma | Inde       |

### Télévision
| Année | Titre                                       | Rôle   |
| ----- | ------------------------------------------- | ------ |
| 2005  | Pyaar Ke Do Naam: Ek Raadha, Ek Shyaam (en) | Shyaam |
| 2006  | Banoo Main Teri Dulhann                     | Tushar |
| 2008  | Babul Ki Bitiya Chali Doli Saja Ke (en)     | Daksh  |
| 2008  | Maayka (en)                                 | Angad  |
| 2014  | Tumhari Paakhi (en)                         | Rohan  |